# Neuilly (Yonne)
Neuilly foi uma comuna francesa na região administrativa de Borgonha-Franco-Condado, no departamento de Yonne. Estendia-se por uma área de 13,39 km². Em 2010 a comuna tinha 419 habitantes (densidade: 31,3 hab./km²).
Em 1 de janeiro de 2016, passou a formar parte da nova comuna de Valravillon.